# Keith Kusterer
Keith Kusterer (Charlotte, 1981) is een Amerikaanse componist, muziekpedagoog, dirigent, pianist en arrangeur.

## Levensloop
Kusterer studeerde vanaf 2007 aan het Columbia College Chicago in Chicago bij onder anderen Marcos Balter (compositie en bij Bette Coulson (piano). Hij behaalde zijn Bachelor of Music aldaar in 2011. Vervolgens studeerde hij aan het Boston Conservatorium in Boston en behaalde zijn Master of Music in 2013. Verder studeerde hij privé bij Marti Epstein, Curtis Hughes, Ilya Levinson, Doug Lofstrom, David Reminick en August Read Thomas. Daarnaast studeerde hij piano in masterclasses bij Seda Röder, David Holzman en Sebastian Huydts.
Hij doceerde muziektheorie en gehoortraining aan het Columbia College Chicago (2009-2011) en muziekgeschiedenis aan het Boston Conservatorium (2011-2013).
Als componist schreef hij werken voor orkest, harmonieorkest, vocale muziek en kamermuziek. In 2008 won hij de Allen Turner Composition Award en in 2012 de compositiewedstrijd georganiseerd door het Boston Conservatory Wind Ensemble met zijn werk Of Patina.

## Composities

### Werken voor orkest
- 2010: - Lunar Unda, voor orkest
- 2010: - Visus, voor kamerorkest
- 2013: - Auras, voor orkest

### Werken voor harmonieorkest
- 2013: - Of Patina, voor harmonieorkest

### Muziektheater

#### Toneelmuziek
- 2013: - Pandora, dramatische scène voor zes vocalisten[1]

### Vocale muziek

#### Werken voor koor
- - Branches, voor sopraan, gemengd koor, 2 altsaxofoons, basklarinet, viool, 2 celli, piano en elektronica

#### Liederen
- 2013: - Echelon, voor bariton, klarinet, contrafagot, piano, vibrafoon en contrabas

### Kamermuziek
- 2010: - Trio, voor fagot, piano en slagwerk
- 2012: - Murmur, voor dwarsfluit, klarinet, viool, altviool, cello, piano en slagwerk
- 2012: - Études Photographiques, voor klarinet, viool, cello, piano en slagwerk
- 2013: - Perfora, voor 2 altsaxofoons en basklarinet
- 2013: - Alive/Atone, voor strijkkwartet en crotales
- 2013: - Rouse, voor dwarsfluit, viool en cello
- 2013: - Doppler, voor basklarinet en marimba
- 2013: - Star Owl, voor dwarsfluit, altviool en harp

### Werken voor piano
- 2013: - Trivia Surreal, voor en sprekende pianist